# ینیرگا
ینیرگا (به لاتین: Ynyrga) یک منطقهٔ مسکونی در روسیه است که در جمهوری آلتای واقع شده‌است.